# Eremias nigrocellata
Eremias nigrocellata — вид ящірок родини ящіркових (Lacertidae). Поширений переважно в Центральній Азії. Мешканець кам'янистих пустель та передгір'їв. Один із 44 видів роду Ящурка (Eremias).  
Інша назва «ящурка чорнопляма».

## Опис
Довжина тулуба сягає 8–8,5 см з коротким та тонким хвостом. Уздовж тулуба є 6–9 правильних поздовжніх рядків порівняно великих світло-сірих «очей», частково або повністю окантованих чорним. Посередині спини вони можуть бути відсутніми чи їх замінюють тут дрібні неправильні темні плями. Цей малюнок особливо чітко виражений у молодих особин. Кінцівки зверху в «колах» або в темних плямах. Черево та низ хвоста мають біле забарвлення. Підочний щиток не торкається краю рота. Надочноямкові щитки не відокремлені зернятками від лобового і лоботім'яних щитків. Навколо середини тулуба 42–61 лусочка. Луска зверху хвоста гладенька або слабкоребриста. Навколо 9–10 хвостового кільця 19–31 лусочка. Стегнових пір 10–16. Нижня поверхня гомілки зайнята 1 подовжнім сильно розширеним щитком.

## Поширення
Мешкає на крайньому південному сході Туркменістану, у Південному Узбекистані, на південному заході Таджикистану, у Східному та Північно-Східному Ірані, на північному сході Афганістану.

## Спосіб життя
Мешкає у щільних лесових і глинястих ґрунтах, часто з домішкою галечника і піску, порослих розрідженою рослинністю та верблюжою колючкою. Місцями зустрічається на майже голих вершинах лесових горбів і солончаках. Ховається у норах великих жуків, здатні також рити власні короткі нори. Навесні просинається рано, у середині лютого — на початку березня. У спекотні літні місяці спостерігається явище так званої річної сплячки, коли ящірки не з'являються на поверхні, тривалий час залишаючись у норах. 
Харчуються мурахами, сарановими, термітами, клопами, метеликами, тарганами, павуками, мокрицями, багатоніжками, молюсками.
Це яйцекладна ящірка. Самиця у березні — квітні відкладає 3—10 яєць розміром 6—8 × 11—14 мм. За сезон бувають кладки 2—3. Темп росту молодих ящурок дуже високий і до весни наступного року вони стають статевозрілими й беруть участь у розмноженні.